# Villa De Rooster
La villa De Rooster  est un bâtiment Art nouveau situé à Forest, une des communes de Bruxelles, en Belgique.

## Localisation
Cette villa se situe au numéro 103 de l'avenue Besme, une avenue faisant face au parc de Forest. Elle se trouve à une centaine de mètres d'un autre immeuble de style Art nouveau, la maison Nelissen appelé aussi villa Beau-Site.

## Historique
L'immeuble a été construit par Alphonse Boelens (1877-1936), un architecte bruxellois, frère de Victor Boelens aussi architecte. Une pierre du soubassement reprend le texte suivant : "ALPH-Boelens Arch-Bruxelles". Cette villa a été réalisée en 1903 pour R. De Rooster, un commerçant qui avait fait construire quelques années auparavant une autre demeure au no 105 mais qui sera détruite en 1932.

## Architecture
Cette villa à trois façades vaut essentiellement pour la qualité architecturale et décorative de sa façade située le long de l'avenue. Cette façade à rue est asymétrique et compte deux travées ainsi qu'une travée d'angle. Les façades sont construites en brique blanche interrompue par des bandeaux de pierre calcaire.
La travée de droite, plus haute et plus étroite est en ressaut, entourée par deux pilastres. La porte d'entrée en bois peint, à deux battants, possède une ferronnerie et des vitraux aux motifs végétaux que l'on retrouve aussi dans l'ornement de la baie d'imposte. On peut voir trois sgraffites placés aux allèges des baies des trois étages. 
La travée de gauche possède un soupirail en triplet avec encadrement en pierre sculptée en courbes. L'élément le plus remarquable de la façade est la grande baie vitrée du rez-de-chaussée réalisée sous un arc outrepassé et précédée d'un garde-corps en ferronnerie. Les deux portes-fenêtres des deux étages surmontées de sgraffites sont placées en retrait par rapport au corps du bâtiment, formant ainsi deux balcons protégés par des garde-corps mixtes (bois et ferronneries).
La travée d'angle possède une marquise en fers forgés et deux sgraffites placés aux allèges des baies rectangulaires des étages.
|  |  |

## Classement
La villa fait l'objet d'un classement depuis le 23 février 2006.